# 小行星8571
小行星8571（英語：8571 Taniguchi）是一颗围绕太阳公转的小行星。1996年10月20日，小林隆男在大泉天文台发现了此天体。
这颗小行星的绝对星等为170.4375352385015等。